# Tarbaleopsis tuberculata
Tarbaleopsis tuberculata is een rechtvleugelig insect uit de familie Pyrgomorphidae. De wetenschappelijke naam van deze soort is voor het eerst geldig gepubliceerd in 1930 door Ramme.